# Hylaeus versicolor
Hylaeus versicolor är en biart som beskrevs av Saunders 1850. Hylaeus versicolor ingår i släktet citronbin, och familjen korttungebin. Inga underarter finns listade i Catalogue of Life.